# Hodosy József
Hodosy/Hódossy József (Komárom, 1904. szeptember 19. – Budapest, 1974. szeptember 10.) magyar állatorvos, mikrobiológus.

## Életpályája
Elemi és középiskolai tanulmányait szülővárosában végezte el. 1926-ban Budapesten állatorvosi, 1928-ban az állatorvosdoktori diplomát kapott. 1926–1929 között a Magyar Királyi Állatorvosi Főiskola gyakornoka, majd tanársegéde volt. 1929–1936 között az Országos Állategészségügyi Intézet állami állatorvosa volt. 1936–1940 között állatorvosként tevékenykedett Murakeresztúron, Salgótarjánban és Losoncon. 1941-ben megyei főállatorvos volt Nagyszőllősön. 1942-ben Muraszombaton a fertőző sertésbénulás elleni védekezés miniszteri biztosa mellett dolgozott. 1943–1969 között a budapesti Állategészségügyi Intézet baromfibetegségek osztályát vezette. 1969-ben nyugdíjba vonult.
Megszervezte és irányította az állategészségügyi intézetek fertőző baromfibetegségek leküzdésére irányuló tevékenységét; jelentős érdemeket szerzett a pusztító baromfipestis felszámolása terén. Munkásságának eredményeit szaklapokban közölte.
Sírja a Rákoskeresztúri temetőben található.

## Művei
- A hereszövet affinitása a Bang-féle abortusbacillusok kórokozó hatása iránt (Állatorvos-doktori értekezés; Közlemények az Összehasonlító Élet- és Kórtan Köréből, 1928)
- Endocarditis petrificans tömeges előfordulása fiatal bárányokban (Közlemények az Összehasonlító Élet- és Kórtan Köréből, 1928)
- Az azurifin-reduktaze-próba használhatósága a tejszín csíraszámának meghatározására (Szvohoda Zoltánnal; Állatorvosi Lapok, 1936)
- A streptomycosis előfordulása fiatal libák és kacsák között (Állatorvosi Lapok, 1944 és külön: Budapest, 1944)
- Laboratóriumi aktív immunizálási kísérletek a baromfipestis ellen. Murányi Ferenc (Állatorvosi Lapok, 1944)
- A védettség keletkezésének ideje H-vakcinás oltás után (Buzna Dezsővel; Magyar Állatorvosok Lapja, 1950)
- Tömeges arzénmérgezés baromfitenyészetben (Balázs Tiborral) – Immunizálási kísérletek a baromfipestis elleni „H” vakcinával, különös tekintettel az interferenciára (Buzna Dezsővel; Magyar Állatorvosok Lapja, 1951)
- Adatok a foglyok baromfipestiséhez és a baromfipestis H-vakcina toleranciájához (Magyar Állatorvosok Lapja, 1952)
- A megszokottól eltérő jellegű baromfipestis-járványok (Hirt Gézával, Sályi Gyulával; Magyar Állatorvosok Lapja, 1955)
- Védekezés a baromfibetegségek ellen (Monográfia; Hajós Istvánnal; Budapest, 1955; 2. átdolgozott kiadás: 1958)
- Tyúkfélék orsósférgességének kezelése benzinnel (Nemeséri Lászlóval; Magyar Állatorvosok Lapja, 1956)
- Baromfibetegségek (Tóth Pál: A baromfitenyésztés kézikönyve; Budapest, 1956)
- A csirkék fehér hasmenésének kísérleti gyógykezelése terramycinnel (Kádár Tiborral; Magyar Állatorvosok Lapja, 1957)
- A baromfi-kannibalizmus leküzdése Trioxazinnal (Berend Györgynével, Kovács Györggyel). – Csibék fertőző agy-gerincvelő-gyulladásának megállapítása Magyarországon. – Kísérletek a háztáji baromfiállományok baromfipestis elleni aktív immunizálására Lavac-vakcinával (Rákóczi Istvánnal; Magyar Állatorvosok Lapja, 1968)

## Díjai
- Munka Érdemrend bronz fokozata (1969)